# Arrúbal
Arrúbal – gmina w Hiszpanii, w prowincji La Rioja, w La Rioja, o powierzchni 7,35 km². W 2011 roku gmina liczyła 498 mieszkańców.